# Hervé Mathoux
Hervé Mathoux, né le 6 novembre 1966 à Clermont-Ferrand est un journaliste sportif et présentateur de télévision français. Il présente le Canal Football Club depuis 2008.
Il est le père du journaliste Hadrien Matoux.

## Biographie

### Jeunesse et études
Dans sa jeunesse, il est déjà passionné de football. Après une  petite enfance en région parisienne, dans l'Essonne et à Longjumeau, il suit ses parents à l'âge de 13 ans à Clermont-Ferrand dans le quartier de l'Oradou. Il joue pendant plusieurs années au club de football de l'ASPTT Clermont puis à l'US Orcet en DH U19 au poste de gardien de but.
Après des études de Lettres Modernes à l'Université Blaise-Pascal de Clermont-Ferrand, il retourne à Paris pour intégrer l’Institut pratique du journalisme, promotion 1988-1989 tout en suivant les cours de  licence de l'Institut français de presse.

### Débuts à TF1
Après plusieurs stages en presse écrite et radio, notamment à La Montagne à Clermont-Ferrand où il a passé son enfance et adolescence, il intègre le réseau Radio France à Orléans dans le service des informations générales. En 1989, il forge sa première expérience en télévision à BB COM, une télévision câblée à Boulogne-Billancourt où il continue dans l’information et crée un service des Sports. En 1990, il intègre le service des sports de TF1 comme stagiaire, pigiste régulier puis journaliste à part entière du service en 1993. 
Il est reporter durant plusieurs années, couvre à ce titre le Championnat d'Europe de football 1992 en Suède, les Jeux olympiques d'hiver d'Albertville, les Jeux olympiques d'été de Barcelone, ainsi que la Coupe du monde 1994 aux États-Unis. Après plusieurs apparitions dans l'émission Téléfoot, ses activités de présentation et commentaires de matches se multiplient. Il co-anime avec Roger Zabel les soirées de ligue des champions et commente des matches aux côtés de Guy Roux durant l'Euro 1996 et la Coupe du monde 1998. Il anime et commente également une dizaine de matchs aux côtés de Thierry Roland. Il présente le magazine Formule Foot, ainsi que les Jeux Olympiques  d'Atlanta 1996. Le soir de la victoire de la France lors de la finale de la Coupe du monde de football le 12 juillet 1998, il anime la nuit entière depuis le club France sur les Champs-Élysées.

### Groupe Canal+
Repéré par Michel Denisot, il quitte TF1 après la coupe du monde pour rejoindre Canal+ en septembre 1998. Il y présente  Jour de foot jusqu'en 2002  puis L'Équipe du dimanche, qui fait le bilan du football européen du week-end. Il change la formule de L'EDD en faisant débuter des chroniqueurs étrangers comme Darren Tulett ou Javier Gomez. Dans le même temps, il anime aussi La Soirée de Ligue des Champions en compagnie de nombreux invités avec Christophe Dugarry et Bixente Lizarazu, et surtout Michel Platini.
Durant la Coupe du monde de football de 2006, il anime chaque soir à 23 h, le programme Jour de Coupe du monde de la FIFA. Durant l'été 2008, il anime tous les soirs l'émission Beijing soir, présentant le résumé des événements de la journée aux Jeux olympiques 2008 de Pékin en compagnie de Isabelle Moreau. 

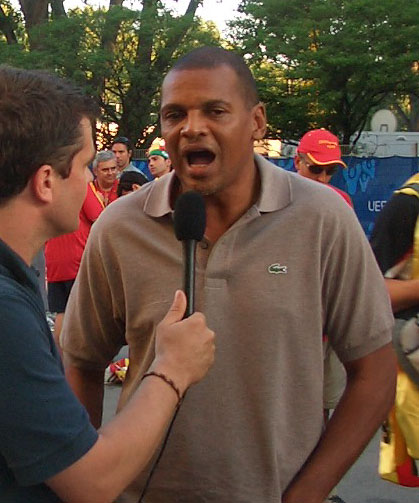
Hervé Mathoux en interview avec Bernard Lama.

À la rentrée 2008, il abandonne la présentation de L'Équipe du dimanche afin d'animer une nouvelle émission, le Canal Football Club tous les dimanches soir à 19 heures 40 (19 heures 20 à partir de la saison 2009-2010), avec Pierre Ménès et Isabelle Moreau (2008-2011), remplacée ensuite par Astrid Bard (2011-2013), Nathalie Iannetta (2013-2014) puis Marie Portolano (2014-2018). Ce magazine revient sur l'ensemble des résultats et des buts de la journée du championnat de France de football. Présenté en clair et en public, le CFC devient au fil des années l'émission de sport la plus regardée de la télévision française avec plus de 1 600 000 téléspectateurs en moyenne chaque dimanche soir.
À la rentrée 2011, il anime Les Spécialistes à la place de Romain Del Bello et s'entoure de 5 chroniqueurs et d'un statisticien. En 2014, il anime en remplacement de Ali Baddou quelques numéros de La Nouvelle Édition, émission sociétale et culturelle diffusée le midi en clair sur Canal+.
À la suite du départ de Thomas Thouroude en janvier 2016, il présente en duo avec Marina Lorenzo Rio, le magazine des Jeux olympiques, émission consacrée aux Jeux olympiques de Rio et diffusée mensuellement sur Canal+Sport. La première de l'émission a lieu le 22 janvier 2016 à 20 h 45. Durant ces JO, il anime la tranche de 18 h à minuit sur Canal+ avec Laurie Delhostal.
Le 3 juin 2017, il présente exceptionnellement le Canal Football Club sur C8 après la finale de la Ligue des champions de l'UEFA 2016-2017. C'est la première fois que l'émission est diffusée sur une autre chaîne que Canal+.
Le 15 septembre 2017, il présente avec Marie Portolano et Benjamin Castaldi, le grand concert célébrant l'obtention des Jeux olympiques d'été de 2024 par Paris. Se déroulant sur le parvis de l'Hôtel de Ville, il est retransmis en direct à partir de 21 heures en simultané sur C8 et RFM.
En mars 2018, il atteint pour sa première participation, à la surprise générale, la 4e place dans Le Grand Concours des animateurs de TF1[réf. nécessaire]. En juin 2019 , il atteint pour sa deuxieme participation, la 1re place dans Le Grand Concours des animateurs de TF1[réf. nécessaire].
En 2020, son émission, le Canal Football Club, devient bi-hebdomadaire et change d'horaire. Elle est désormais diffusée le samedi, avant l'affiche de Ligue 1 diffusée sur Canal+, et le dimanche de 19 h à 20 h après la seconde rencontre diffusée sur la chaîne. Dès février 2021 et le retour de la Ligue 1 sur Canal+, l'émission est de nouveau diffusée le dimanche soir à son horaire historique.
En 2021, à la suite du départ forcé de Pierre Ménès, un de ses partenaires de longue date sur le Canal Football Club, reconnu coupable de comportements déplacés, il est vivement critiqué par ce dernier pour ne pas l'avoir défendu. D'abord silencieux, Hervé Mathoux lui répond lors d'une interview accordée à France Info : « Je ne lui en veux pas mais j'espère qu'il va se remettre en cause plutôt que d'accuser tout le monde à tort et à travers. ». D'avril à juin 2024, Hervé Mathoux fait partie du jury de l'émission Au micro ! sur Canal+, télé-crochet pour découvrir la nouvelle voix de la chaîne, qui commentera les matchs de football.

## Commentaires de jeux vidéo
Il est le commentateur du jeu EA Sports FIFA 09, FIFA 10, FIFA 11, FIFA 12, FIFA 13, FIFA 14, FIFA 15 et FIFA 16 avec Franck Sauzée. Il commente aussi FIFA 17, FIFA 18, FIFA 19, FIFA 20 et FIFA 21 aux côtés de Pierre Ménès et FIFA 22 seul.

## Récompenses
Les « Mags D'Or » de l'hebdomadaire L'Équipe magazine l'ont récompensé du titre de meilleur journaliste sportif pour l'année 2009 et 2010. En avril 2012, il reçoit la « Lucarne d'or » du meilleur journaliste sportif. Le 10 mai 2013, il est de nouveau élu « Lucarne d'or » du meilleur journaliste présentateur.
Son émission, le Canal Football Club, a reçu le titre de meilleure émission de sport en 2009, 2010 et meilleure émission de football en 2012 et 2013.
En 2014, il est récompensé d'un Micro d'or dans la catégorie Influenceur de l'année.

## Publications
- Pascal Boniface et Hervé Mathoux, La Coupe du Monde dans tous ses états, Larousse, 28 avril 2010, 192 p., 23 x 2 x 19,5 cm (ISBN 2035850290, EAN 978-2035850294)